# 낸시 트래비스
낸시 트래비스(Nancy Travis, 1961년 9월 21일 ~ )는 미국의 배우이다.

## 출연 작품

### 영화
- 뉴욕 세 남자와 아기 (1987)
  - 세 남자와 아기 2 (1990)
- 에어 아메리카 (1990)
- 유혹은 밤 그림자처럼 (1990)
- 채플린 (1992)
- 사랑의 커피 (1993)
- 그래서 난 도끼 부인과 결혼했다 (1993)
- 상속 작전 (1994, Greedy)
- 플루크 (1995)

### 텔레비전
- 로즈 레드 (2002)
- 베커 (2002-04)
- 라스트 맨 스탠딩 (2011-21)